# Юровичский монастырь
Свято-Рождество-Богородичный Юровичский мужской монастырь — монастырь Туровской епархии Белорусской православной церкви (Московский Патриархат, Белорусский экзархат), в агрогородке Юровичи (Калинковичский район, Гомельская область).

## История монастыря

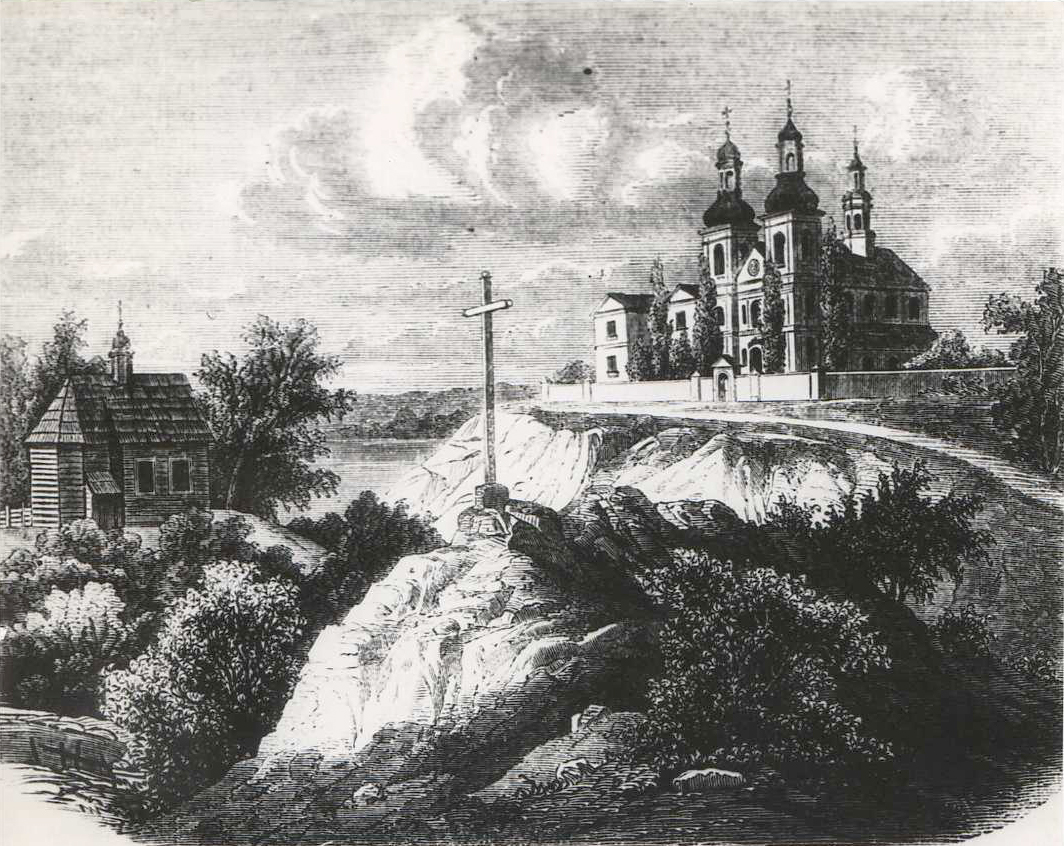
Костел и монастырь иезуитов в Юровичах. Гравюра ХІХ века

В 1673 году в Юровичах монахом иезуитом Мартином Туровским основана деревянная часовня для сохранения Юровичской иконы Божьей Матери. В 1861 году построен деревянный иезуитский костёл и дом для 4-х ксендзов.
Основное здание костёла было построено в период между 1717 и 1757, освящено в честь Рождества Девы Марии. В 1756 году открыта школа, в 1778 основан иезуитский коллегиум. В 1820 году костёл и коллегиум переданы католическому ордену Бернардинцев.
Монахи поддержали восстание 1830—1831 годов, за что монастырь и костёл были временно закрыты, но уже в 1840 возобновили работу. После восстания 1863—1864 годов, костёл был окончательно закрыт. Монахи в восстании не участвовали, однако из письма военачальника Мозырского и Речицкого уездов губернскому начальству следует: «фактов об участии ксендзов в мятеже хоть и нет, но нет сомнения в их политической неблагонадежности». Костёл и монастырь переданы в Православное ведомство на основании приказа генерал-губернатора М. Н. Муравьёва.
В 1865 году последний юровичский ксендз Гуго Годзецкий, предчувствуя скорое закрытие русскими властями монастыря, решил сохранить икону для потомков. По его просьбе художница из местечка Деречин Ядвига Кеневич написала точную копию иконы, и ксёндз заменил ею оригинал. Местная помещица Габриэлла Горват вывезла чудотворную икону в Краков и отдала на хранение в костёл Св. Барбары с условием, что «икона будет возвращена в когда-нибудь обновленный, восстановленный Юровичский костел…».
В 1865 году храм освящён в честь Рождества Пресвятой Богородицы, а сам комплекс стал женским православным монастырем. С 1871 по 1873 год велись реставрационные работы в церкви. В 1873—1876 годах барочное здание было достроено 12 куполами (луковицами).
В 1920-х годах монастырь упразднён, из Юровичской церкви забраны иконные оклады, литургийные сосуды и прочие культовые предметы из драгметаллов; уникальные постройки, каменная ограда и храм постепенно разрушались. Весной 1930 года монастырь закрыли.
В 1950 году здания бывшего коллегиума передаются детскому дому для дальнейшего переоборудования в жилые помещения.
В 1993 году государство передало Юровичский храмовый комплекс Туровской епархии Белорусской Православной Церкви. Тогда же здесь был учрежден женский Свято-Рождество-Богородичный монастырь.
18 сентября 2005 года на основании Решения Синода Белорусской Православной Церкви монастырь был преобразован в Свято-Рождество-Богородичный мужской монастырь.
Список иконы Богородицы считался утерянным, но при восстановлении обители обнаружился в соседнем селе, хранящемся в крестьянской семье. После реставрации юровичская святыня была сначала выставлена в мозырском Свято-Михайловском соборе, а затем с крестным ходом от его стен перенесена в монастырь. Точная копия иконы хранится в краковском костёле св. Барбары.

## Легенды и предания
По преданию на горах Юровичских был когда-то город Юрьев (Туров 1 ый)с крепостью Видоличе и православным монастырём (1005 года)и епископией, в котором находилась одноимённая чудотворная икона Божией Матери. Иезуит Франциск Колерто указывает в своих записках, что икона в 1630 была у гетмана Станислава Конецпольского, воевавшего с казаками. Казаки, узнав об иконе, попробовали её отбить и истребили всю польскую пехоту, но гетман отправил её в Подолию, а затем в Галицию. Ксёндз Мартин Туровский с этой иконой 12 лет осуществлял миссионерскую деятельность среди православных Волыни, Подолии и литовского Полесья. В 1673 он приезжает на Юровичские горы, где «чудотворная как бы сама избирает место для своего селения». Приезд Торовского стал началом основания здесь иезуитского монастыря ― была построена часовня.
Слух о чудотворной иконе разошелся далеко, и в Юровичи поклониться святыне потянулись богомольцы-паломники из самых разных мест. Среди них были и католики, и православные. Уже с 1670-х годов появляются посвященные Юровичской чудотворной иконе специальные молитвы, духовные песнопения, проповеди и стихотворения, ей приносятся богатые дары.

## Архитектура монастыря
Основной объём работ по возведению костёла и кляштара был выполнен в 1710—1746, потом они понемногу продолжались до 1825. Костёл был освящён во имя Рождества Богородицы. Каменный двухэтажный кляштар с 18 жилыми и 14 нежилыми помещениями был покрыт черепицей, обнесён каменной оградой высотой в 2,8 м, на протяжении ограды поставлены 8 круглых каменных башен с черепичными кровлями в диаметре 4.3, высотой 6,6 м без окон и дверей. Замкнутая территория монастырского двора дополнительно разделялась стенами на три внутренних замкнутых дворика. Самым крупным сооружением хозяйственного двора было встроенное в северную стену монастырской ограды каменное одноэтажное строение (около 1763), в котором соединялись сарай, конюшня, кухня с ледником, винокурня, амбар деревянный. В зоне хозяйственного двора и по пути входа во двор коллегиума стоял колодец с воротами и навесом.
После высылки иезуитов монастырь передали военному ведомству, костёл был разделён перекрытиями на два этажа, оборудован печами, использовался под казарму. Главным художественным достоинством храма в Юровичах является архитектурный декор его экстерьера, представляющий собой выложенный еще при возведении стен специально формованным фигурным кирпичом объемный рисунок. В РГВИА хранится план и чертёж монастыря с обмерами (Ф. 405. оп. 7, ед хр. 2370).

## Адрес
247722, Республика Беларусь, Гомельская обл., Калинковичский р-н, агр. Юровичи, ул. Горная 9

## Галерея

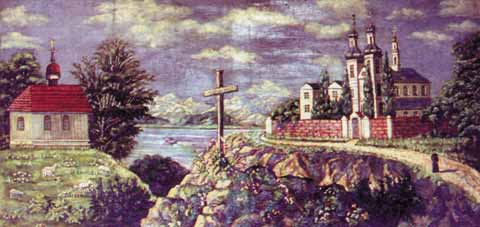
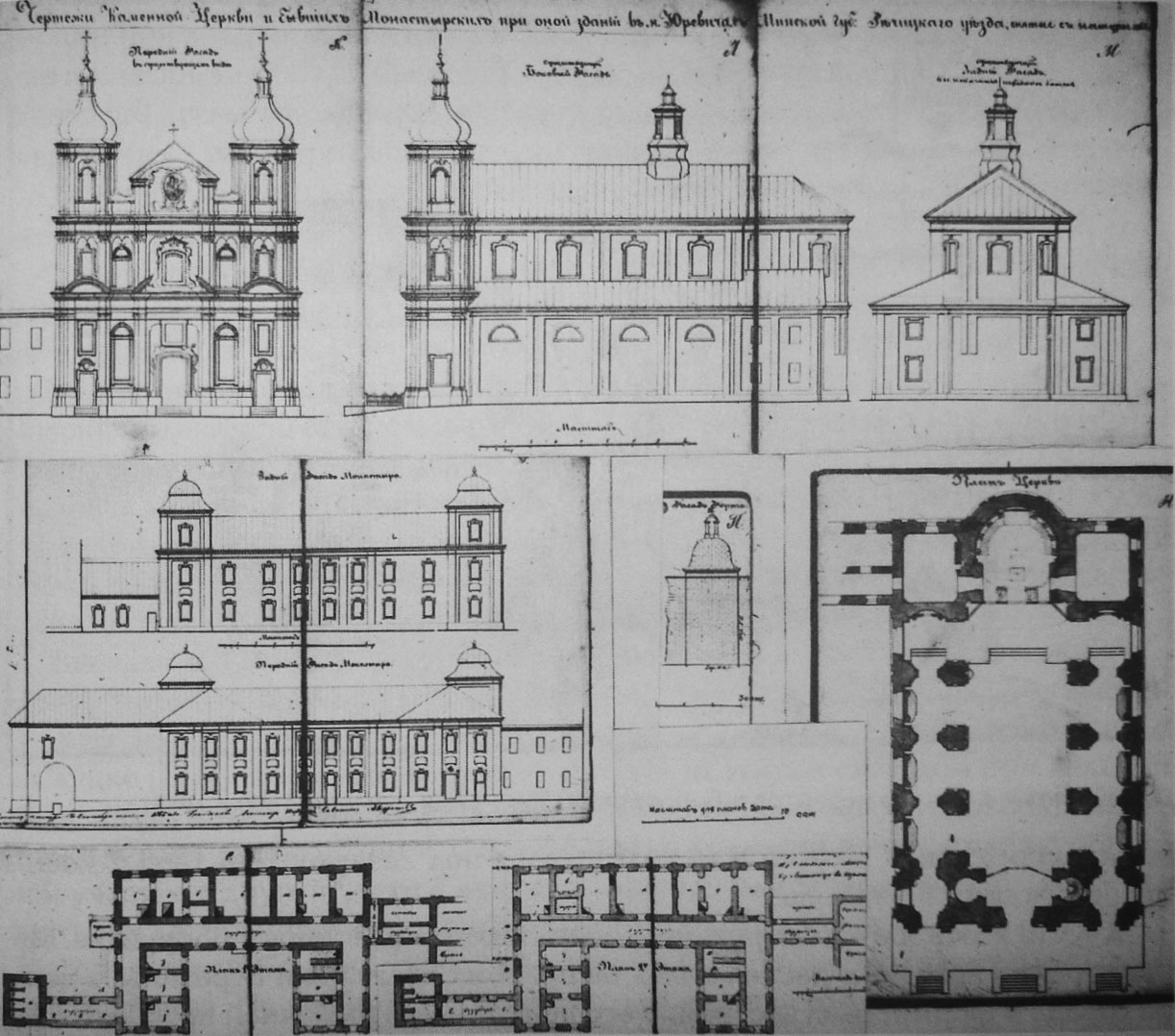
План Юровичского храма и монастыря 1865 года
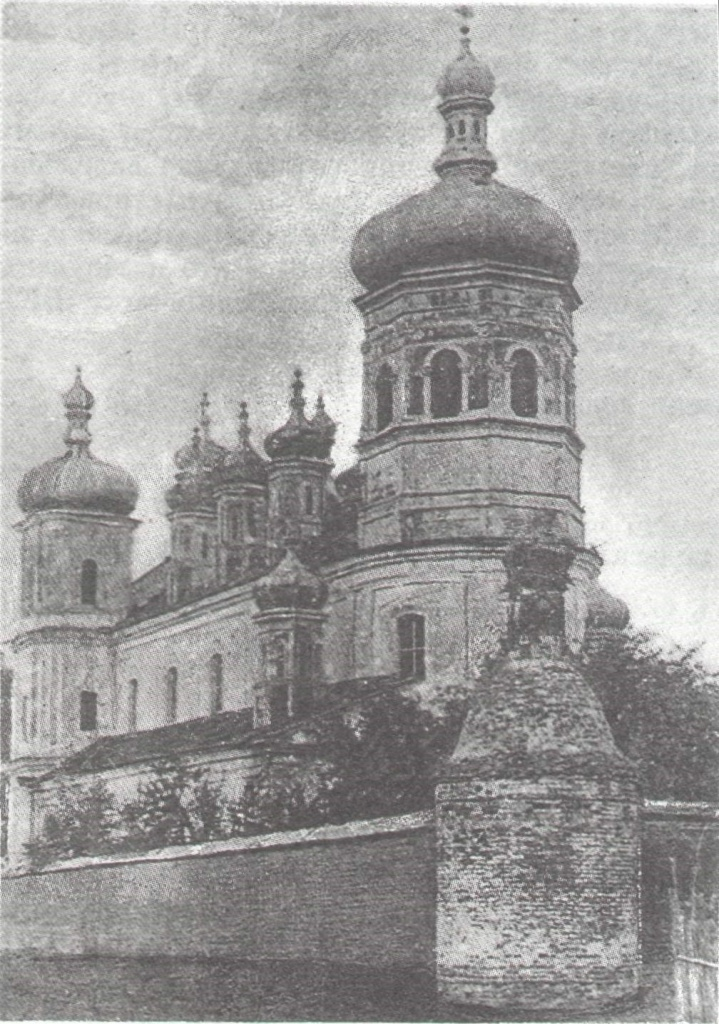
После перестройки под православную Церковь. 1918 год
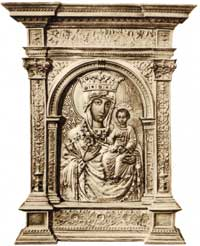
Образ Матери Божией Юровичской со старой открытки